# ADR Desportivo de Mansabá
La Associação Desportiva e Recreativa Mansabá es un equipo de fútbol de Guinea-Bissau que juega en la Primera División de Guinea-Bisáu, el segundo torneo de fútbol más importante del país.

## Historia
Fue fundado en la ciudad de Mansabá y cuenta con 1 título de liga y 2 títulos de Copa en Guinea-Bissau.
A nivel internacional ha participado en 1 torneo continental, en la Copa Confederación de la CAF 2012, en la que abandonó el torneo en la Ronda Preliminar cuando se iba a enfrentar al Invincible Eleven de Liberia.

## Palmarés
- Campeonato Nacional de Guinea-Bisáu: 1

1996
- Taça Nacional de Guinea-Bissau: 2

2001, 2011

## Participación en competiciones de la CAF
- Copa Confederación de la CAF: 1 aparición

2012 - abandonó en la Ronda Preliminar